# Branne (Żyronda)
Branne – miejscowość i gmina we Francji, w regionie Nowa Akwitania, w departamencie Żyronda.
Według danych na rok 1990 gminę zamieszkiwało 875 osób, a gęstość zaludnienia wynosiła 363 osób/km² (wśród 2290 gmin Akwitanii Branne plasuje się na 478. miejscu pod względem liczby ludności, natomiast pod względem powierzchni na miejscu 1555.).